# Euproctis apatetica
Euproctis apatetica är en fjärilsart som beskrevs av Collenette 1930. Euproctis apatetica ingår i släktet Euproctis och familjen tofsspinnare. Inga underarter finns listade i Catalogue of Life.